# Ruslan Bekmirsajewitsch Jamadajew

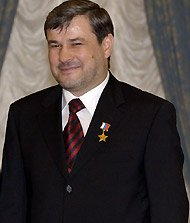
Ruslan Bekmirsajewitsch Jamadajew

Ruslan Bekmirsajewitsch Jamadajew (russisch Русла́н Бекмирза́евич Ямада́ев; * 10. Dezember 1961 in Gudermes; † 24. September 2008 in Moskau) war ein russisch-tschetschenischer Politiker.

## Leben
Jamadajew war gelernter Bauarbeiter und galt als politischer Kopf seines Familienclans. Jamadajew beteiligte sich mit seinem Clan gemeinsam mit dem Clan Achmat Kadyrows am Ersten Tschetschenienkrieg (1994 bis 1996) gegen Russland. Während des Zweiten Tschetschenienkrieges wechselte der Jamadajew-Clan wie auch der Kadyrow-Clan auf die Seite Russlands. Jamadajew kontrollierte hierbei mit seinen beiden Brüdern die Einheit „Wostok“. Teile der Einheit unter dem Befehl von Ruslans Bruder Sulim Jamadajew nahmen auch im Georgienkonflikt während des Augusts 2008 auf russischer Seite teil. Der Jamadajew- und der Kadyrow-Clan entzweiten sich allerdings zunehmend. Besonders verschärfte sich der Machtkampf vor dem Ende der ersten Amtszeit Wladimir Putins.
Neben der Politik verwaltete Ruslan Jamadajew auch die wirtschaftlichen Investitionen seines Clans. Es soll sich hierbei unter anderem um Spielcasinos und Gewerbeimmobilien handeln.
Von 2003 bis 2007 war Jamadajew für die Partei Einiges Russland Abgeordneter in der russischen Duma. Am 24. September 2008 wurde er in seinem Auto erschossen. Hinter der Ermordung von Ruslan und Sulim Jamadajew († 2009) wird Ramsan Kadyrow vermutet, der Chef der Teilrepublik Tschetschenien.

## Ehrungen
Er wurde 2004 von Wladimir Putin als „Held der Russischen Föderation“ ausgezeichnet.